# Johann Heinrich Schmidt (Maler, 1749)
Johann Heinrich Schmidt (* 10. Februar 1749 in Hildburghausen, Herzogtum Sachsen-Hildburghausen; † 28. Oktober 1829 in Dresden, Königreich Sachsen) war ein deutscher Porträtmaler, der auf Pastellbildnisse spezialisiert war.

## Leben

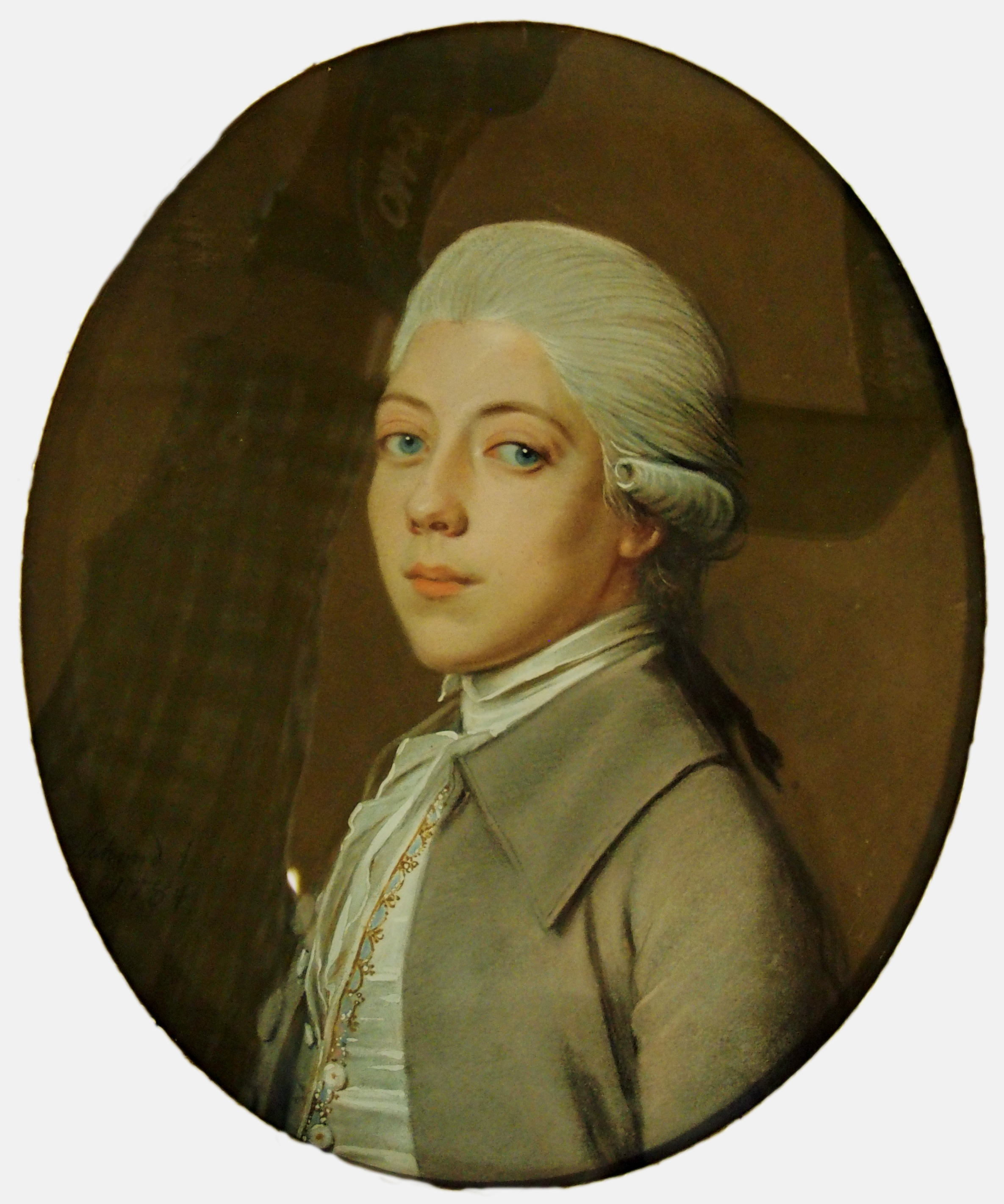
Pastellbildnis von Wilhelm von Humboldt, 1784, Goethe-Haus, Frankfurt am Main

Schmidt erhielt seine erste künstlerische Ausbildung bei seinem Vater, dem Zeichenlehrer Johann Thomas Schmidt (1718–1790). Unter dessen Anleitung entwickelte er sich bereits früh zu einem Porträtmaler. Gefördert von Ernst Friedrich Carl von Sachsen-Hildburghausen erhielt er Zutritt und eine Stelle am Hildburghausener Hof. Er studierte an der Academie Royale in Paris unter Jean-Baptiste Marie Pierre (1714–1789). In Adelskreisen der französischen Hauptstadt avancierte er bald zu einem gefragten Bildnismaler.

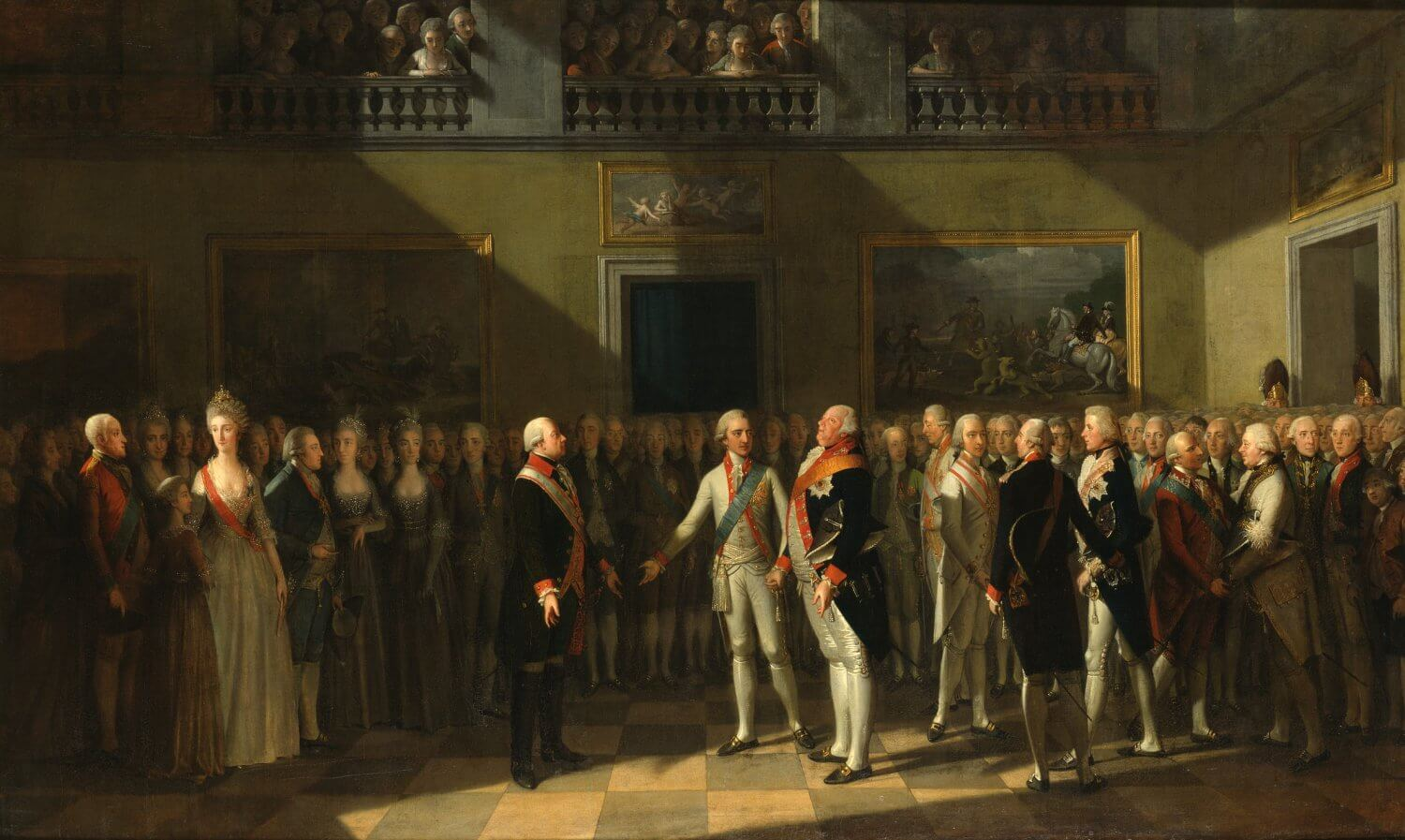
Pillnitzer Deklaration, Gruppenbildnis der Fürstenversammlung vom 25. bis 27. August 1791, Öl auf Leinwand, 1791, Gemäldegalerie Alte Meister, Dresden

Nach einem erfolgreichen Engagement in Turin, wo er den späteren Karl X. porträtierte, kehrte er nach Deutschland zurück und nahm 1775 die Stelle und den Titel eines kurfürstlich-sächsischen Hofmalers an. In Dresden wurde er auch Mitglied und Lehrer der Kunstakademie. Dort war unter anderem Daniel Caffé sein Schüler. Die Gewohnheit, viel zu reisen, behielt er bei und besuchte Prag, Wien und Berlin. In der preußischen Hauptstadt heiratete er 1779 eine junge Witwe aus Niedersachsen, mit der er zahlreiche Kinder hatte, unter ihnen den 1780 in Berlin geborenen Sohn Heinrich Friedrich Thomas Schmidt, der Kupferstecher und Radierer wurde.
Nach längeren Aufenthalten in Kurland und Livland kam er nach Sankt Petersburg, wo er durch Förderung der Großfürstin Maria gewinnbringende Porträtaufträge erhielt. Danach malte er wieder in Deutschland. 1791 erhielt er den Auftrag, die Pillnitzer Fürstenversammlung zu porträtieren. Bald reiste er erneut nach Paris, wo er ebenfalls Bildnisse prominenter Persönlichkeiten schuf, unter anderem ein Porträt von Napoleon Bonaparte als Konsul. Anschließend besuchte er abermals Wien und Prag. Danach kehrte er nach Dresden zurück. Dort gab ihm Friedrich August von Sachsen 1805 den Auftrag, den Zaren Alexander bei der Mittagstafel zu malen.
Fast unablässig als Bildnismaler beschäftigt fand er nur wenig Zeit für eigene Kompositionen oder das Kopieren alter Meister. Seiner Malerei wurde zuweilen ein Mangel an Korrektheit in der Zeichnung, eine Steifheit in der Haltung und eine Kälte im Ausdruck vorgeworfen. Gelobt wurde er für die Ähnlichkeit der Bildnisse und deren Kolorit. Für seine Pastellgemälde erfand er die Zubereitung mehrerer Farben. Schmidt sprach vorzüglich Lateinisch. Daneben verfügte er über gute Kenntnisse in der französischen und in der italienischen Sprache. Er begeisterte sich für Musik und spielte selbst das Violoncello.